# Marly-le-Roi
Marly-le-Roi is een gemeente in het Franse departement Yvelines (regio Île-de-France) en telt 16.759 inwoners (1999). De plaats maakt deel uit van het arrondissement Saint-Germain-en-Laye.

## Geografie
De oppervlakte van Marly-le-Roi bedraagt 6,5 km², de bevolkingsdichtheid is 2578,3 inwoners per km².
De onderstaande kaart toont de ligging van Marly-le-Roi met de belangrijkste infrastructuur en aangrenzende gemeenten.

## Demografie
Onderstaande figuur toont het verloop van het inwonertal (bron: INSEE-tellingen).

## Overleden
- Jules Hardouin-Mansart (1646-1708), Frans architect
- Lodewijk van Frankrijk, hertog van Bourgondië (1682-1712), dauphin en vader van koning Lodewijk XV
- Alexandre Dumas fils (1824-1895), Frans schrijver
- Robert Poulet (1893-1989), Belgisch journalist en schrijver